# Mashrab
Bābārahim Mashrab fue una figura clásica en la literatura uzbeka, un poeta y pensador, seguidor de la tradición Sufí Tarikat, y un derviche del orden Sufí de Nakshbandiyya. Ugar destacado entre. Su nombre ocupa un l representantes tan prominentes de la literatura uzbeka como Navoi, Agahi, Mukimi, Furqat y Zavki. A través de sus obras creativas, ejerció una influencia significativa en el desarrollo y la refinación de la literatura uzbeka desde finales del siglo XVII hasta principios del siglo XVIII.

## Primeros años
Boborakhim Mashrab nació en el año 1657 d. C. (1050 Hijri) en Namangán. Según otras fuentes, el año de nacimiento de Mashrab es 1640 y su lugar de nacimiento es el pueblo de Andigán (no confundir con Andiján), cerca de Namangán. Su maestro fue el teólogo Mulla Bozor Okhun de Namangán. Basado en la recomendación de Bozor Okhun, Mashrab se convirtió en discípulo del Sufí Ishan Afakho-Khodja en Kashgar en 1665. En 1672-1673, después de diferencias ideológicas con Hidoyatullo Ofoq Xoja, Mashrab fue expulsado de Kashgar. A partir de 1673, durante cuarenta años, Mashrab vagó y viajó. Visitó Taskent, Bujará, Samarcanda, Balkh e India durante sus viajes. Mientras recorría diferentes regiones de Asia Central, Mashrab no pudo dejar de visitar Bujará, el lugar de nacimiento de Baha-ud-din Nakshband. Con profundo respeto por Baha-ud-din Nakshband, el fundador del orden Nakshbandi, Mashrab visitó la casa donde vivió el santo.
En 1711 d. C. (1123 Hijri), exponiendo la naturaleza duplicada del clero, Mashrab expresó su desaprobación de muchos dogmas religiosos, dudando abiertamente de algunos de ellos. En muchos de sus versos, Mashrab escribió con desprecio sobre el paraíso, el infierno, la vida después de la muerte y La Meca, y expresó su disposición a intercambiarlos "por una botella de vino" o venderlos "por una moneda". Precisamente por esta razón, las clases gobernantes y el clero veían a Mashrab como su enemigo más feroz. En 1711 d. C. (1123 Hijri), Mashrab fue ahorcado en Balkh por orden de Mahmud Bey Katagan, el gobernante de Kunduz, de la dinastía Ashtarkhanid. Sin embargo, hay información de que Mashrab fue ejecutado en Kunduz. La vida de Mashrab se relata en una narrativa llamada "Acerca del loco Mashrab", creada por un autor desconocido y llena de leyendas. Este libro contiene muchos poemas atribuidos a Mashrab, pero a menudo es difícil distinguir sus versos auténticos de numerosas interpolaciones. El libro de Mashrab "Mabdai nur" (Fuente de Luz), que consiste en interpretaciones de los poemas de Jalaluddin Rumi y cuentos moralistas, es popular.La biografía del poeta tiene muchos vacíos que requieren más investigación histórica.
El 23 de mayo de 1992, se inauguró ceremoniosamente un museo y monumento dedicado a Bābārahim Mashrab en Namangán, la ciudad natal del poeta. Una de las calles centrales, un parque y un cine en Namangán llevan el nombre de Mashrab. La Escuela n.º 11 en el distrito de Uychi de la provincia de Namangán también lleva el nombre de Mashrab. Se realizan lecturas de Mashrab en Namangán.
Obras
La obra creativa del poeta lo llevó a abandonar su tierra natal y vivir en el extranjero, donde pasó la mayor parte de su vida. Incluso viviendo lejos de su tierra natal, el poeta siempre la recordaba y elogiaba. Los gazales, muhammas y cuartetos de Mashrab, que constituyen su rico legado creativo, han embellecido la tesorería de la literatura uzbeka. Algunos de sus poemas, como "Miraj", "piru rahbar", "Koshki" y "Oʻzum", se transmitieron oralmente en toda Asia Central y Turkestán Oriental. La creatividad de Mashrab influyó en la poesía uzbeka, y muchos cantantes uzbekos contemporáneos incorporan sus gazales en su obra.
Durante la época soviética, existió una revista ilustrada de humor literario, social y político llamada "Mashrab", en honor a Bābārahim Mashrab. La revista representaba la vida y las costumbres del pueblo uzbeko, exponía a los burócratas, fanfarrones y parlanchines, se burlaba de los pobres propietarios de negocios y luchaba contra prejuicios religiosos, costumbres bárbaras y rituales. A menudo abogaba por la igualdad y el empoderamiento de las mujeres, promoviendo su participación en actividades económicas, sociales y culturales. En la URSS, las obras del poeta se publicaron varias veces (1958, 1960, 1963, 1971, 1979, 1990).
La imagen del libre pensador Mashrab inspiró al conocido director de Taskent, Mark Vail. Un grupo teatral dirigido por él desde el Teatro Ilkhom de Taskent montó la obra "Los vuelos de Mashrab". Esta obra ofrece una perspectiva metafísica llena de alegoría y fantasía sobre la vida del poeta errante Bābārahim Mashrab.

## Influencia
La ejecución de Mashrab se menciona en un poema escrito por Ghojimuhemmed Muhemmed, un